# Municipio de Jackson (condado de Lebanon)
El municipio de Jackson  (en inglés: Jackson Township) es un municipio ubicado en el condado de Lebanon en el estado estadounidense de Pensilvania. En el año 2000 tenía una población de 6.338 habitantes y una densidad poblacional de 102.9 personas por km².

## Geografía
El municipio de Jackson se encuentra ubicado en las coordenadas 40°22′00″N 76°17′59″O / 40.36667, -76.29972.

## Demografía
Según la Oficina del Censo en 2000 los ingresos medios por hogar en la localidad eran de $40,469 y los ingresos medios por familia eran $45,213. Los hombres tenían unos ingresos medios de $32,015 frente a los $22,654 para las mujeres. La renta per cápita para la localidad era de $18,166. Alrededor del 6,3% de la población estaban por debajo del umbral de pobreza.